# Massimo Morsello
Massimo Morsello, född 10 november 1958 i Rom, Italien, död 10 mars 2001 i London, England, var en italiensk politiker och musiker. Han var den ledande figuren inom italiensk postfascistisk politisk musik och, med Roberto Fiore, medgrundare av det nyfascistiska partiet Forza Nuova.
När de flesta italienska högermusiker var influerade av keltisk musik och Oi! framförde Morsella istället högerradikala budskap i en mer traditionell akustisk gitarrstil. Han uppgav att hans huvudinfluens var den italienska trubaduren Francesco De Gregori. I sina senare verk försökte han utveckla en mer personlig stil, influerad av psykedelia, särskilt i sånger som Otto di Settembre och Vandea. Hans texter fokuserade på teman som revolution, nationalism, fascism, abort och Europeiska unionen, allt från en tydligt högerextrem synvinkel.